# Hyposoter disippi
Hyposoter disippi là một loài tò vò trong họ Ichneumonidae.